# Tiroler Medaille voor Verdienste en ter Herinnering aan het Jaar 1796

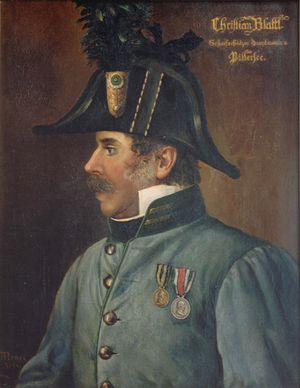
De uit Wilhelmstätt stammende boer Christian Blattl (1776-1856) met de medaille

De Tiroler Medaille voor Verdienste en ter Herinnering aan het Jaar 1796  (Duits: Tiroler Erinnerungs- und Verdienstmedaille von 1796) werd in 1796 gesticht door keizer Frans II van het Heilige Roomse Rijk die ook vorstelijk graaf van Tirol was.
De Habsburgse heersers vochten sinds 1792 tegen het revolutionaire Frankrijk. In 1796 had de oorlog de rand van de Alpen bereikt. De schutters trokken naar de grens met Zwaben om het leger van hun keizer bij te staan.
De dankbare vorst stelde voor de vrijwilligers uit Tirol een medaille in. Deze zilveren medaille werd aan een zijden lint op de linkerborst, of in het knoopsgat van de geklede jas, gedragen. Het typisch Oostenrijkse driehoekig lint was in die tijd nog niet ingevoerd. De kleuren zijn groen-wit-rood-wit-groen in gelijke banen met een smalle zwarte baan tussen het wit en het rood. Het lint werd in 1908 weer gebruikt voor de Herdenkingsmunt voor de Tiroolse Landverdedigers van 1859 ("Denkmünze für die Tiroler Landesverteidiger von 1859") die op 4 november 1908 werd gesticht.